# Crambus humidellus
Crambus humidellus  (лат.) — вид чешуекрылых насекомых из семейства огнёвок-травянок. Распространён в Хабаровском и Приморском краях, Сахалинской области, Японии, на Корейском полуострове и в Китае. Бабочки встречаются с июня по сентябрь. Размах крыльев 23—24 мм.